# Nanchengzi Shuiku
Nanchengzi Shuiku är en reservoar i Kina. Den ligger i provinsen Liaoning, i den nordöstra delen av landet, omkring 130 kilometer nordost om provinshuvudstaden Shenyang. Nanchengzi Shuiku ligger 149 meter över havet. Arean är 13,4 kvadratkilometer. Omgivningarna runt Nanchengzi Shuiku är en mosaik av jordbruksmark och naturlig växtlighet. Den sträcker sig 8,4 kilometer i nord-sydlig riktning, och 8,3 kilometer i öst-västlig riktning.
Genomsnittlig årsnederbörd är 1 061 millimeter. Den regnigaste månaden är augusti, med i genomsnitt 233 mm nederbörd, och den torraste är januari, med 10 mm nederbörd.